# Друмски мост код Остружнице
Друмски мост код Остружнице је један од мостова у Београду. Протеже се преко реке Саве, повезује градске општине Сурчин и Чукарицу. Изграђен је 1999. године, а његова дужина износи 1785 m.

## Опште карактеристике
Изградња моста почела је 1990. године, а пројекат за његову изградњу изграђен је још осамдесетих година 20. века. Због ратова и санкција изградња моста је прекинута 1992. године. Радови на изградњи моста настављени су 1997. године, над реком Савом је подигнута специјална челична конструкција дугачка 560 m. На левој и десној обали реке изграђене су прилазне конструкције од армирано-бетонских носача. У мост је уграђено 37.600 кубних метара бетона, 3250 тона арматуре и 291 тона каблова за утезање. Мост је завршен и асфалтиран у јануару 1999. године.
У априлу 1999. године током НАТО бомбардовања СРЈ мост је погођен пројектилима, а разорне бомбе пресекле су га на пола и обориле главни део челичне конструкције. Гађање моста извршено је 28. априла у 3.10 часова.
Мост је изграђен за узводну половину профила аутопута, а стубови за пун профил. Сви стубови моста су темељени на бушеним шиповима који су пречника 1,5 . Прилазне бетонске конструкције су монтажне армирано бетонске преднапрегруте греде дужине 593,35 m, на левој обали и 608,35 m на десној обали. Монтажа је објављена Лансирном решетком, а челична конструкција у речном току је континуална греда од пет отвора дужине 3x99, 0+88,9+198,0 m. Монтажа је обављена пловном дизалицом. Укупна дужина моста је 1785 m, а највећи распон је 198 m.
Мост је у децембру 2004. године свечано отворио тадашњи председник Владе Републике Србије Војислав Коштуница. Мост представља важну тачку на Обилазници Београд.